# Томбета (Перуђа)
Томбета је насеље у Италији у округу Перуђа, региону Умбрија.
Према процени из 2011. у насељу је живело 50 становника. Насеље се налази на надморској висини од 207 м.